# Typhlomangelia nivalis
Typhlomangelia nivalis är en snäckart som först beskrevs av Sven Lovén 1846.
Enligt Catalogue of Life ingår Typhlomangelia nivalis i släktet Typhlomangelia och familjen kägelsnäckor, men enligt Dyntaxa är tillhörigheten istället släktet Typhlomangelia och familjen Turridae. Enligt den svenska rödlistan är arten otillräckligt studerad i Sverige. Arten förekommer i Götaland. Artens livsmiljö är havet. Inga underarter finns listade i Catalogue of Life.